# The First Time (The Kid Laroi)
The First Time è il primo album in studio del cantautore australiano The Kid Laroi, pubblicato il 10 novembre 2023 dalla Columbia Records.

## Antefatti e pubblicazione
Il 12 gennaio 2023, Laroi ha pubblicato sul proprio canale YouTube il trailer ufficiale dell'album, anticipando prima il titolo e poi il singolo principale, Love Again. L'inizio della promozione del progetto è iniziata ufficialmente il 19 gennaio con la pubblicazione di un brano introduttivo di 95 secondi intitolato I Can't Go Back to Way It Was (Intro), non introdotto nella lista tracce ufficiale dell'album. In un'intervista per Billboard a febbraio, spiegò che il suo debutto era nato da "piccole idee" e prese le distanze dal suo precedente mixtape F*ck Love 3, definendolo "immaturo" e "una dichiarazione [fatta] nella foga del momento". Il 2 agosto, dopo quattro mesi di silenzio sul progetto, Laroi ha annunciato che l'album era finito, ad eccezione del missaggio e del mastering. Il cantante ha rivelato la lista tracce ufficiale del progetto il 1º novembre tramite un post sul proprio profilo Instagram. La versione deluxe dell'album è stata pubblicata il 9 agosto 2024.

## Singoli
Il singolo principale dell'album, Love Again, è stato pubblicato il 27 gennaio 2023. Il 10 febbraio seguente è la volta del secondo estratto, intitolato Kids Are Growing Up (Part 1). Il terzo singolo, Where Does Your Spirit Go?, è stato pubblicato il 21 aprile 2023, dopo esser stato annunciato dal cantante durante la propria partecipazione al Festival di Coachella. Il 20 ottobre seguente esce Too Much, in collaborazione con il cantante sudcoreano Jung Kook e il rapper britannico Central Cee. Esattamente una settimana dopo, viene pubblicato il quinto brano, What Just Happened, mentre la settimana dopo ancora è a volta del sesto estratto, intitolato Bleed. L'ultimo singolo, What's the Move?, viene pubblicato a due giorni dall'uscita del progetto e presenta le collaborazioni dei rapper statunitensi Babydrill e Future.

## Accoglienza
Secondo l'aggregatore di recensioni Metacritic, The First Time ha ricevuto "recensioni contrastanti o nella media" basate su un punteggio medio ponderato di 58 su 100 da 4 punteggi di critici. Secondo Slant Magazine, l'album "presenta alcuni dei suoi hook più deboli fino ad oggi e una serie di canzoni così insoddisfacentemente brevi da sembrare a metà".

## Successo commerciale
In Australia, The First Time ha debuttato al terzo posto dell'ARIA Album Charts, diventando il secondo album di Laroi ad entrare nella top three dopo F*ck Love. Successivamente, l'album ha debuttato alla posizione numero 29 della top 40 album del Regno Unito.

## Tracce
1. Sorry – 3:12 (testo: Charlton Howard, Michael Mulé, Isaac De Boni, Jahmal Gwin, Edgar Ferrera, Antonio Zito, Giampaolo Parisi, Marco Parisi, Khadijah Anwar, Thomas McGee – musica: Michael Mulé Isaac De Boni, Jahmal Gwin, Edgar Ferrera, Antonio Zito, Giampaolo Parisi, Marco Parisi)
2. Bleed – 2:49 (testo: Charlton Howard, Omer Fedi, Blake Slatkin, Billy Walsh – musica: Omer Fedi, Blake Slatkin)
3. I Thought That I Needed You – 2:51 (testo: Charlton Howard, Benjamin Saint Fort, Jacco Troost, Richard Ortiz – musica: Benjamnin Saint Fort, Jacco Troost, Richard Ortiz)
4. Where Do You Sleep? – 3:12 (testo: Charlton Howard, Michael Mulé, Isaac De Boni, Omer Fedi, Blake Slatkin, Dylan Cleary-Krell, Dylan Teixeira, Austin Howard, Anthony Hester – musica: Michael Mulé, Isaac De Boni, Omer Fedi, Blake Slatkin, Antonio Zito, Dylan Cleary-Krell, Dylan Teixeira, Austin Howard)
5. Too Much (con Jung Kook e Central Cee) – 3:23 (testo: Charlton Howard, Oakley Ceasar-Su, Emile Haynie, Omer Fedi, Blake Slatkin, Jasper Harris, Justin Bieber, Billy Walsh – musica: Emile Haynie, Omer Fedi, Blake Slatkin, Jasper Harris, Jenna Andrews, Stephen Kirk)
6. Tear Me Apart – 1:54 (testo: Charlton Howard, John Cunningham – musica: John Cunningham)
7. Strangers (Interlude) – 0:25 (testo: Charlton Howard)
8. Nights Like This – 1:26 (testo: Charlton Howard, Michael Volpe – musica: Michael Volpe)
9. What's the Move? (con Future e Babydrill) – 3:19 (testo: Charlton Howard, Nayvadius Wilburn, DelQuristo Wilson, Michae Mulé, Isaac De Boni, Antonio Zito, Giuseppe Parisi, Marco Parisi, Mickey de Grand IV, Gerard Ferrer – musica: Michael Mulé, Isaac De Boni, Antonio Zito, Giuseppe Parisi, Marco Parisi, Mickey de Grand IV)
10. Strangers Pt. 2 (Interlude) – 0:43 (testo: Charlton Howard, Justin Bieber)
11. Call Me Instead (feat. YoungBoy Never Broke Again e Robert Glasper) – 3:17 (testo: Charlton Howard, Kentrell Gaulden, Robert Glasper, Michael Uzowuru, Omer Fedi, Blake Slatkin, Benny Bock, Douglas Ford, Ryley Ladd – musica: Michael Uzowuru, Omer Fedi, Blake Slatkin, Benny Bock)
12. Deserve You – 2:37 (testo: Charlton Howard, Sampha Sisay, Michael Mulé, Isaac De Boni, Antonio Zito, Keanu Torres, Andrew Franklin – musica: Michael Mulé, Isaac De Boni, Antonio Zito, Keanu Torres, Andrew Franklin)
13. What Went Wrong??? – 2:37 (testo: Charlton Howard, Benjamin Saint Fort, Graham Jonson – musica: Benjamin Saint Fort, Graham Jonson, Nicco Catalano)
14. The Line (feat. D4vd) – 2:32 (testo: Charlton Howard, David Burke, Omer Fedi, Dylan Wiggins – musica: Omer Fedi, Dylan Wiggins)
15. What Just Happened – 2:42 (testo: Charlton Howard, Karl Schuster, Omer Fedi, Blake Slatkin, Billy Walsh – musica: Blake Slatkin, Omer Fedi, Shellback)
16. You – 2:16 (testo: Charlton Howard, Omer Fedi, Blake Slatkin, James Stack, Micah Gordon, Richard Swift, Kacy Hill, Billy Walsh – musica: Omer Fedi, Blake Slatkin, Jim-E-Stack)
17. Love Again – 2:26 (testo: Charlton Howard, Henry Walter, Omer Fedi, Billy Walsh – musica: Henry Walter, Omer Fedi)
18. Where Does Your Spirit Go? – 3:25 (testo: Charlton Howard, Michael Mulé, Isaac De Boni, Louis Bell, Billy Walsh – musica: Michae Mulé, Isaac De Boni, Louis Bell)
19. You Never Forget Your First Time... – 2:04 (testo: Charlton Howard, Austin Howard, Billy Walsh, TJ Mizell, Elisha Herbert)
20. Kids Are Growing Up (Part 1) – 4:20 (testo: Charlton Howard, Michael Gordon – musica: Michael Gordon, Nicco Catalano)

Tracce aggiuntive dell'edizione deluxe
1. Baby I'm Back – 2:51 (testo: Charlton Howard, Antonio Zito, J,C, Crowley, Peter Beckett – musica: Antonio Zito, Rogét Chahayed)
2. Stick with Me – 2:32 (testo: Charlton Howard, Antonio Zito, Attrell Cordes, Gary Kemp – musica: Antonio Zito, Khaled Rohaim)
3. Pick Sides – 2:52 (testo: Charlton Howard, Billy Walsh, Emile Haynie, Omer Fedi – musica: Omer Fedi, Eile Haynie)
4. Nights Like This Pt 2 – 2:46 (testo: Charlton Howard, Antonio Zito, Michael Volpe – musica: Antonio Zito, Michael Volpe)
5. Hatred (feat. Lil Yachty) – 2:52 (testo: Charlton Howard, Miles McCollum, Brandon Mitchell, Gentuar Memishi, George Hunter, Shakir Givens, Spencer Jewesson – musica: Miles McCollum, Brandon Mitchell, Gentuar Memishi, Shakir Givens, Spencer Jewesson)
6. Girls – 2:32 (testo: Charlton Howard, Alexander Izquierdo, Jason Cornet, Jon Bellion, Pete Nappi, Rogét Chahayed – musica: Rogét Chahayed, Jason Cornet, Pete Nappi, Jon Bellion)
7. Thousand Miles – 2:44 (testo: Charlton Howard, Andrew Wotman, Billy Walsh, Louis Bell – musica: Andrew Wotman, Louis Bell)
8. Heaven – 2:54 (testo: Charlton Howard, Billy Walsh, Blake Slatkin, Louis Bell, Omer Fedi – musica: Omer Fedi, Blask Slatkin)

Note
- Sorry contiene campionamenti di That's Love, scritta da Khadi Jon Anwared eseguita da Sugar Hill, e di Takes a Little Time, scritta ed eseguita da Toommy McGee.
- I Thought I Needed You contiene un campionamento di Pictures di Dave Dust.
- Deserve You contiene un campionamento di Can't Get Close di Sampha.
- You contiene un campionamento di Can We, scritto da Jim-E-Stack, Kacy Hill e Micah Gordon, ed eseguito da Stack e Hill.

## Classifiche

### Classifiche settimanali
| Classifica (2023-2024) | Posizione massima |
| ---------------------- | ----------------- |
| Australia              | 3                 |
| Belgio (Fiandre)       | 50                |
| Canada                 | 16                |
| Danimarca              | 19                |
| Francia                | 165               |
| Germania               | 65                |
| Irlanda                | 33                |
| Norvegia               | 3                 |
| Nuova Zelanda          | 7                 |
| Paesi Bassi            | 30                |
| Regno Unito            | 29                |
| Stati Uniti            | 24                |
| Svizzera               | 46                |

### Classifiche di fine anno
| Classifica (2024) | Posizione |
| ----------------- | --------- |
| Australia         | 67        |
| Stati Uniti       | 191       |